# Aceton
Aceton (fran.: aceton, od acet- + [ket]on; dipropanon, dimetil-keton, propan-2-on, 2-propanon, CH3-CO-CH3, H3C-CO-CH3) najjednostavniji je i najvažniji alifatski keton.

## Osobine i upotreba
Bezbojna je, lako hlapljiva (zato može biti i nepostojana), zapaljiva tekućina, ugodna i opuštajuća karakteristična mirisa. Miješa se s vodom, etanolom i eterom. Vrelište joj je na 56,3 °C, a gustoća na 0,812g/cm3.
Služi kao organsko otapalo za celulozni nitrat, acetilcelulozu, lakove (popularno za skidanje laka s noktiju), acetilen, te kao sirovina za dobivanje kloroforma, jodoforma, sulfonala i drugih kemikalija i lijekova. Služi i u proizvodnji plastike (polikarbonata, poliuretana i epoksi smola), umjetnih vlakana (najviše acetatne svile, i dr.).
U čovječjem organizmu nastaje razgradnjom masti, normalno nekoliko miligrama dnevno, a u većim količinama, do desetak grama dnevno, može se naći u mokraći osoba oboljelih od šećerne bolesti.
Aceton opet ne adira izmjerljive količine vode u odsustvu kiselina ili hidroksid-iona. Dokaz da aceton ne reagira je taj što ne dolazi do izmjene atoma kisika acetona i vode, kada se aceton otopi u vodi koja sadrži povećanu koncentraciju teškog izotopa kisika (O18). Do izmjene koja se može mjeriti dolazi samo u prisustvu kiselina ili hidroksid-iona. U prisustvu H2O18 reverzibilni proces dovodi do obogaćenja acetona u izotopu O18.
Umjesto acetona u raznim pokusima može se koristiti i butanon (butan-2-on), etanol i isopropilni alkohol (propan-2-ol).
Kada se koristi aceton u pokusima nusproizvod je octena kiselina ili natrijev acetat.

## Dobivanje
Nekoć se industrijski proizvodio isključivo biotehnološki, s pomoću bakterije Clostridium acetobutylicum (tzv. aceton-butanolno vrenje).
Danas se proizvodi jeftinijim i bržim petrokemijskim postupcima, a najvažnije je katalitičko dehidrogeniranje izopropanola, u kojem su katalizatori bakar, cink, olovo, bronca i metalni oksidi.
Dobiva se:
- suhom destilacijom kalcijeva acetata (ili natrijeva acetata),

Ca(OCOCH3)2 --> CH3COCH3 + CaCO3
- dehidrogenacijom izopropanola,

(CH3)2CH-OH → (CH3)2C=O + H2
- provođenjem octene kiseline, alkohola i acetaldehida ili smjese acetilena i vodene pare preko ugrijanih katalizatora, te pri butilnom vrenju škrobnih sirovina.

Sinteza kloroforma iz acetona
CH3COCH3 + 3 NaOCl → CCl3COCH3 + 3NaOH
CCl3COCH3 + NaOH → CH3COONa + CHCl3